# Parasteatoda quadrimaculata
Parasteatoda quadrimaculata is een spinnensoort in de taxonomische indeling van de kogelspinnen (Theridiidae).
Het dier behoort tot het geslacht Parasteatoda. De wetenschappelijke naam van de soort werd voor het eerst geldig gepubliceerd in 2000 door Yoshida, Tso & Severinghaus.